# Cartodere jantaricus
Cartodere jantaricus is een keversoort uit de familie schimmelkevers (Latridiidae). De wetenschappelijke naam van de soort werd in 1985 gepubliceerd door Lech Borowiec.